# Sintonia imperfetta
Sintonia imperfetta è un brano musicale della cantautrice italiana Carmen Consoli, pubblicato il 5 marzo 2015 come secondo singolo estratto dall'album L'abitudine di tornare.

## Descrizione
Il brano scritto dalla stessa cantautrice racconta con ironia la quotidianità di una coppia, tra un flashback e l'altro, i tentativi di riaccendere una fiamma che, con il trascorrere dei giorni, si consuma nella routine.
La canzone contiene il verso "Voglio vivere così, col sole in fronte", tratto dal brano Voglio vivere così di Ferruccio Tagliavini.

## Il video
Il video di Sintonia imperfetta, diretto da Paolo Scarfò e ideato dalla stessa Carmen Consoli, è stato girato interamente a Catania. Il cast di attori è composto dallo staff dell'artista catanese, in cui lo storico chitarrista Massimo Roccaforte si ritrova nei panni di una strepitosa Mrs Doubtfire.
Il video, un omaggio a Monica Vitti, mostra una donna incastrata dalla routine familiare che, quando durante un pranzo con i parenti riceve la fatidica proposta di matrimonio, pensa solo alla sua fuga da quella gabbia apparentemente dorata, nascondendo dietro a sorrisi di circostanza un'indomabile insofferenza. Evadere è l'unica soluzione, e così nel suo viaggio si ritrova ad affrontare situazioni surreali, quanto in realtà molto vere, sempre accompagnata da una valigia, bagaglio di un passato che non riesce a lasciare. 

## Tracce
1. Sintonia imperfetta – 3:38